# Misumena variegata
Misumena variegata es una especie de araña del género Misumena, familia Thomisidae.

## Distribución
Esta especie se encuentra en América del Norte, Europa, Turquía, Cáucaso, Rusia (de Europa al Lejano Oriente), Kazajistán, Irán, Asia Central, China, Corea y Japón.